# Bresimo
Bresimo (IPA: /ˈbrezimo/, Brésem, pronunciato /ˈbrezem/, in noneso) è un comune italiano di 240 abitanti della provincia autonoma di Trento in Trentino-Alto Adige. Il paese riunisce in un unico abitato le località di Bevia, Fontana e Fontana Nuova. Più staccata verso est si trova la frazione di Baselga.

## Storia

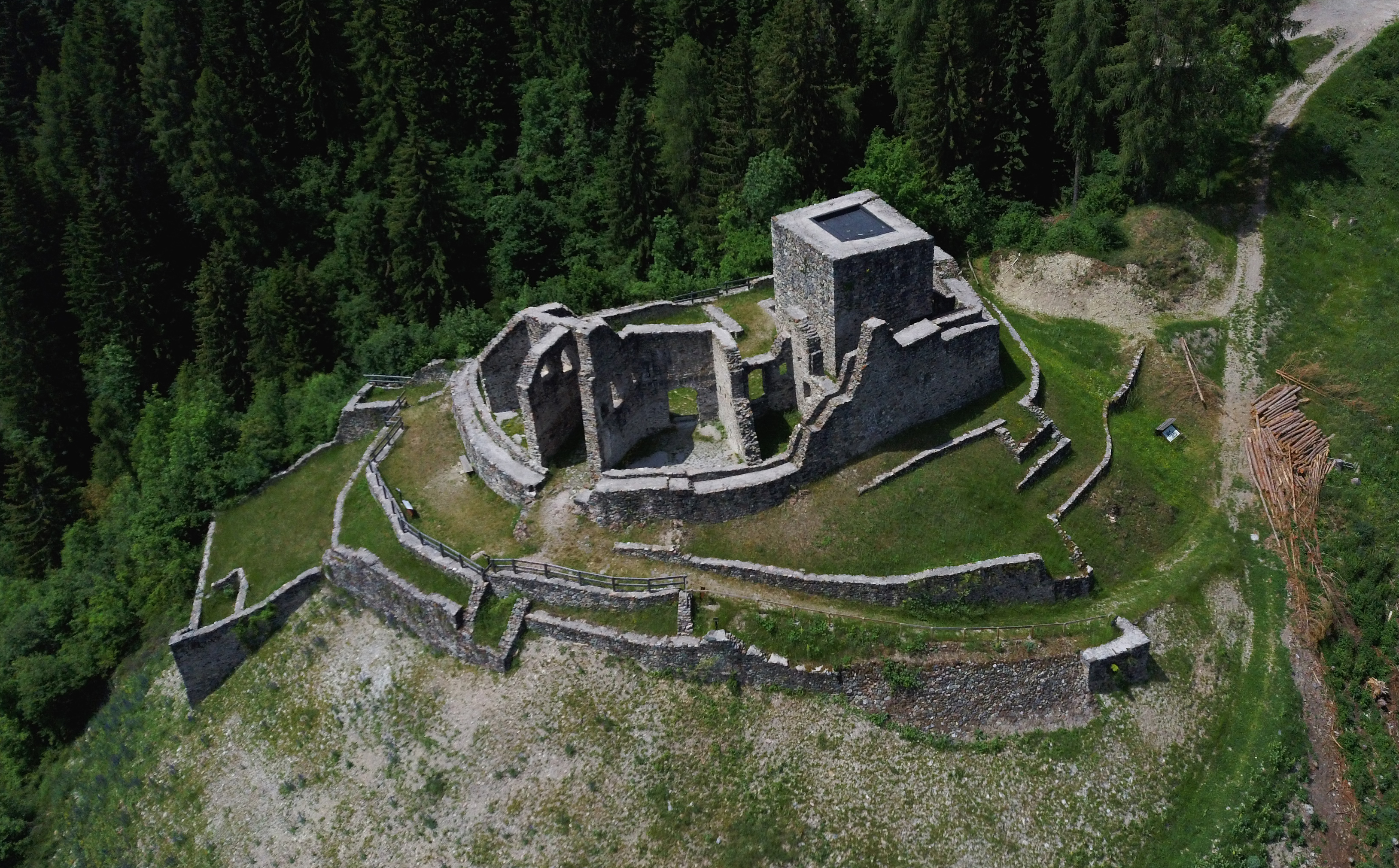
Il castello d'Altaguardia

La valle di Bresimo era un antichissimo punto di passaggio, conosciuto e frequentato anche da Reti e Romani, come via di scambio dal Trentino verso l'area della Val Venosta e la Svizzera, attraverso la Val d'Ultimo. Fu dominio fin dall'alto Medioevo della famiglia Altaguardia (ramo dell'antichissima stirpe dei Da Livo), infeudati a metà del '200 circa dal principe vescovo di Trento del castello omonimo, di Altaguardia appunto, i cui ruderi dominano ancora sulla frazione di Baselga e sull'intera valle. Furono proprio questi primi signori, in particolare Nicoló e Arnoldo, a fondare anche la chiesa di Baselga e poi rinnovarla nel 1334 in forme gotiche, probabilmente utilizzata come cappella funeraria della famiglia, e detennero anche il potere sul castello di Beliarde, posto nella parte alta della frazione di Fontana, il quale aveva possedimenti e domini sulla parte più interna della valle ed è citato per una spartizione proprio con i Livo nel Codice Wanghiano dell'anno 1212. Dopo l'estinzione della linea principale dei Signori di Altaguardia, il ramo della famiglia chiamatosi in seguito Arnoldi Dalla Torre ottiene il castel Beliarde, mentre il dominio sulla Valle di Bresimo passa ai conti Thun nel 1407, per via dell'imparentamento con gli stessi signori locali, in quanto Lola Thun sorella di Simone (il primo infeudato nuovamente dal Vescovo nel 1407) aveva sposato Sanguerra D'Altaguardia nel 1373, il quale a sua volta era fratello dell'ultimo Signore del castello, Mandele. I Thun arricchirono e ingrandirono ulteriormente il castello, nonché la chiesa di Baselga, dotandola di preziose suppellettili e arredi, fra cui il prezioso "Altare dei Conti" in stile tardogotico/rinascimentale e commissionarono un ciclo di affreschi, eseguito attorno al 1539/40 ed ispirato alla 'Kleine Passion' di Albrecht Dürer, che va ad adornare le pareti interne della navata unica della chiesa e ricopre degli affreschi di epoca precedente. Ai primi del '700 il castello, in parte in rovina, fu abbandonato, quindi abitato e governato da dei capitani fino ai primi dell'800, momento in cui subí l'abbandono definitivo e poi la vendita al Comune di Bresimo a metà del secolo e quindi il recente restauro, che ne ha restituito i resti e il sito alla comunità.

### Simboli
Lo stemma e il gonfalone sono stati approvati con deliberazione della Giunta provinciale dell'8 aprile 1988 n. 3347.
Stemma
Ornamenti: A destra una fronda d'alloro fogliata al naturale fruttata di rosso, a sinistra una fronda di quercia fogliata e ghiandifera al naturale, legate da un nastro d'argento e di rosso.»
(D.P.G.R. dell'8 aprile 1988)
Lo stemma del Comune di Bresimo si rifà a quello degli antichi Signori del Castello di Altaguardia, che rappresenta una variante dello stemma Da Livo/Zoccolo: interzato in scaglione: in uno di rosso, in due d'oro e in tre di nero. Cimiero: due semivoli interzati in scaglione, come nello scudo. A questo stemma, quello comunale aggiunge la figura di una muraglia d'argento merlata alla ghibellina, segno della presenza dell'antico castello appunto e dell'antichità storica dell'intera valle.
Gonfalone

## Monumenti e luoghi d'interesse

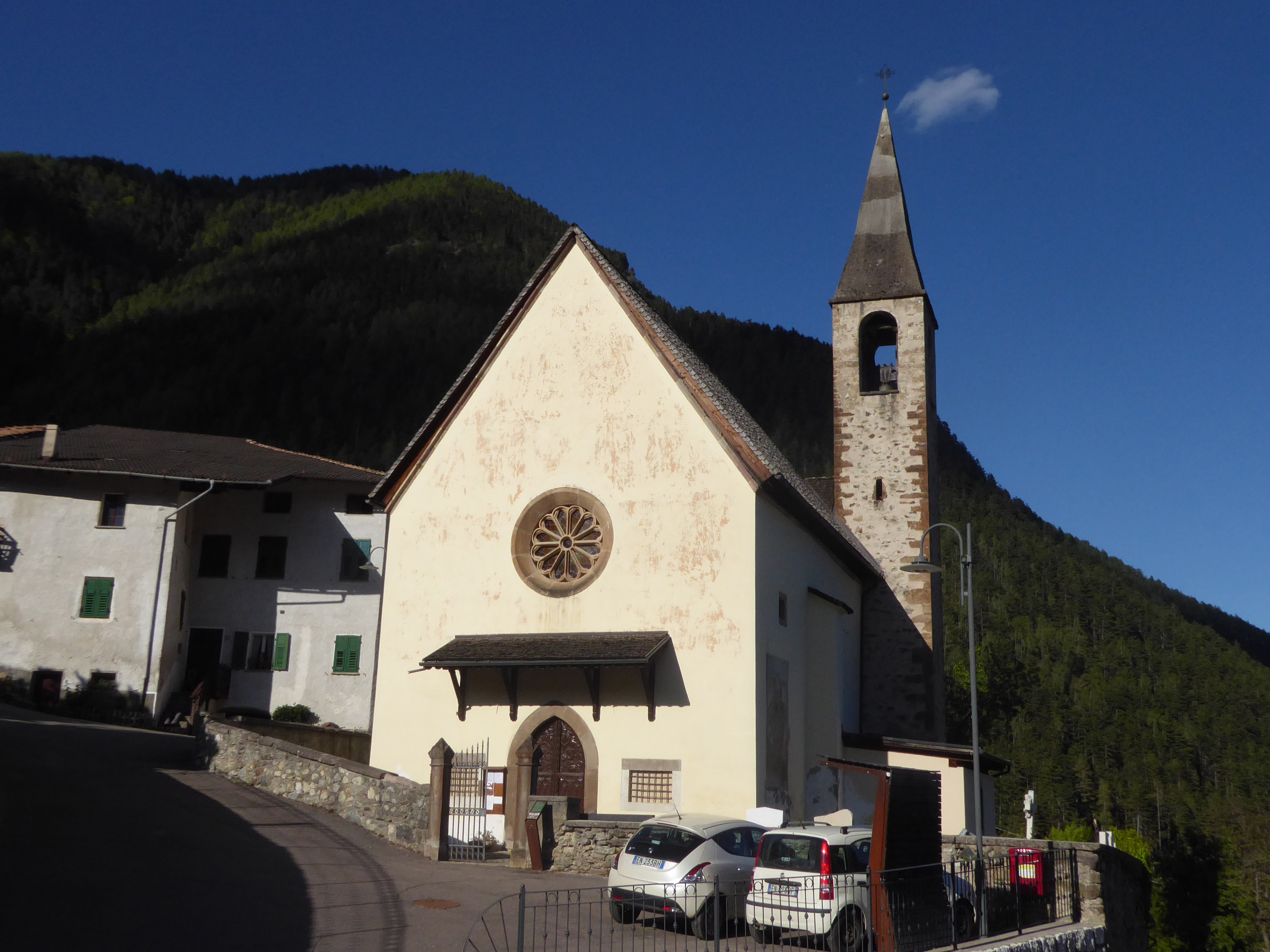
La chiesa dell'Assunzione di Maria nella frazione di Baselga

### Architetture religiose
- Chiesa di San Bernardo a Bevia.
- Chiesa dell'Assunzione di Maria a Baselga.

## Società

### Evoluzione demografica
Abitanti censiti

## Amministrazione
| Periodo           | Periodo           | Primo cittadino   | Partito        | Carica  | Note |
| ----------------- | ----------------- | ----------------- | -------------- | ------- | ---- |
| 17 maggio 2010    | 10 maggio 2015    | Mara Dalla Torre  | Lista civica   | Sindaca |      |
| 11 maggio 2015    | 20 settembre 2020 | Mara Dalla Torre  | Lista civica   | Sindaca |      |
| 21 settembre 2020 | in carica         | Giuliano Pozzatti | Uniti per fare | Sindaco |      |